# Michael Batiste
Michael James "Mike" Batiste (Long Beach, Kalifornija, 21. studenog 1977.) je američki profesionalni košarkaš. Igra na pozicijama krilnog centra i centra, a trenutačno je član turskog Fenerbahçea. Prijavio se na NBA draft 2000., ali nije bio izabran od strane nijedne momčadi. Proglašen je jednim od najboljih krilnih centara Eurolige, a poznat je po svojim žestokim zakucavanjima i dominantnim završnicama u reketu.

## Karijera

### Sveučilišna karijera
Pohađao je sveučilište Arizona State te je tijekom sezone 1997./98. predvodio Pac-10 konferenciju u blokadama, a sezonu kasnije uvršten je u prvu petorku konferencije. Nakon sveučilišta odlučio s prijaviti na NBA draft 2000. godine, ali nije bio izabran od strane nijedne momčadi.

### Europska karijera
Nakon neuspjeha na draftu, Batiste je svoju karijeru nastavio u Europi. U sezoni 2000./01. nastupao je za belgijsku momčad Spirou Charleroia, a sezonu kasnije potpisuje za talijanski Pallacanestro. U srpnju 2003. godine, nakon neuspjeha u NBA ligi, Batiste potpisuje za grčki Panathinaikos. U devet odigranih sezona u dresu Panathinaikosa, Batiste je odveo svoju momčad do osvajanja osam naslova grčkog prvaka, šest grčkih kupova i tri naslova pobjednika Eurolige.
13. srpnja 2012. Batiste je potpisao jednogodišnje ugovor za turski Fenerbahçe.

### NBA karijera
Nakon završetka sezone, Batiste potpisuje za Memphis Grizzliese te u 75 odigranih utakmica prosječno postiže 6.4 poena i 3.4 skokova. U rujnu 2002. godine, Batiste je potpisao za Los Angeles Clipperse, ali je otpušten prije početka regularnog dijela sezone.

## Nagrade i postignuća
- osam naslova grčkog prvaka (2004., 2005., 2006., 2007., 2008., 2009., 2010. i 2011.)
- šest grčkih kupova (2005., 2006., 2007., 2008., 2009. i 2012.)
- tri naslova pobjednika Eurolige (2007., 2009. i 2011.)
- šest nastupa na grčkoj All-Star utakmici (2005., 2006., 2008., 2009., 2010. i 2011.)

## Vanjske poveznice
- Profil  Arhivirana inačica izvorne stranice od 7. rujna 2009. (Wayback Machine) na stranicama Panathinaikosa
- Profil na Euroleague.net
- Profil na NBA.com
- Profil  Arhivirana inačica izvorne stranice od 30. lipnja 2006. (Wayback Machine) na Basketball-Reference.com
- Profil  Arhivirana inačica izvorne stranice od 8. svibnja 2009. (Wayback Machine) na Basketpedya.com